# 奧西夫齊 (布恰奇區)
49°9′28″N 25°21′34″E / 49.15778°N 25.35944°E
奧西夫齊（烏克蘭語：Осівці）是位於烏克蘭西部特諾皮爾州裏喬爾特基夫區的村莊，處於斯特里帕河畔，始建於1453年，面積2.5平方公里，海拔高度315米，2001年人口1,018。